# Цільовий маркетинг

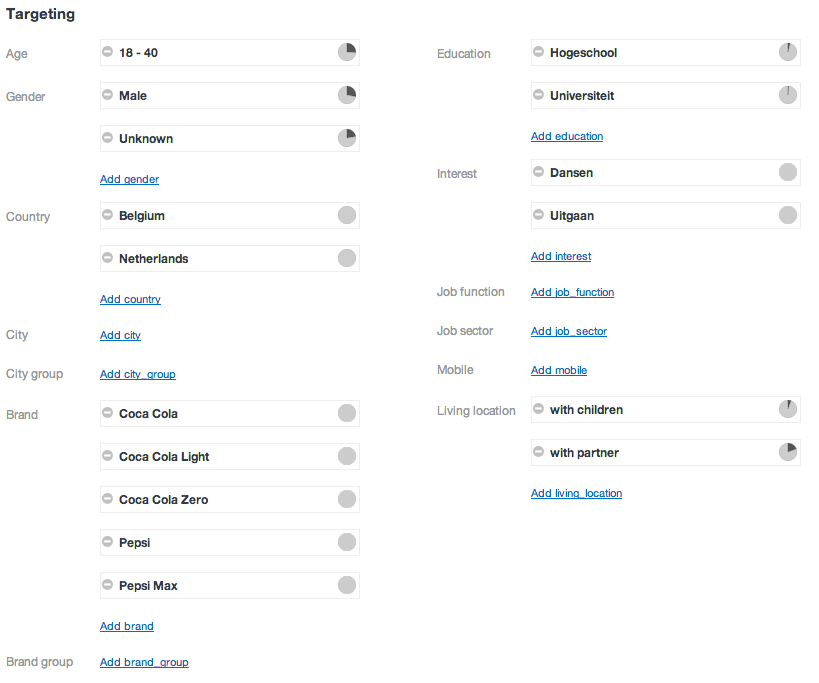
Приклад таргетингу в системі онлайн-реклами

Цільовий маркетинг  — розмежування ринку за цільовою ознакою, вибір однієї чи кількох цілей і розроблення товарів і комплексів маркетингу в розрахунку на кожну з визначених цілей. Це вид маркетингу, що спрямований на пріоритетний сегмент ринку з метою його обслуговування та розробка комплексу маркетингу для споживачів, що входять в обраний цільовий ринок.
У сучасних умовах цей маркетинговий підхід є найбільш поширеним. Він дозволяє фірмі обрати свого покупця і якомога ефективніше обслуговувати його.
Мікромаркетинг — форма цільового маркетингу, за якої компанія орієнтує свої маркетингові програми на потреби чітко визначених і досить вузьких географічних, демографічних, психографічних і поведінкових сегментів. У довершеній формі мікромаркетинг обертається на індивідуальний маркетинг — на пристосування товарного асортименту і маркетингових програм до потреб і переваг окремих споживачів. Індивідуальний маркетинг називають також маркетингом ринку для одного споживача, маркетингом на замовлення і маркетингом віч-на-віч.
Таргетована реклама (цільова, або вибіркова реклама; англ. Targeted advertising) — це спосіб онлайн-реклами, у якому використовуються методи і налаштування пошуку цільової аудиторії відповідно до заданих параметрів (характеристиками  та інтересами) людей, які можуть цікавитися рекламованим товаром або послугою.

## Таргетинг
Існує спеціальний механізм вибірки — таргетинг, який використовується для налаштування таргетованої реклами. Виділяють такі параметри налаштувань у таргетингу:
- демографічні (орієнтовані на національність, економічний статус, стать, вік, рівень освіти, рівень доходу та зайнятість);
- психографічні (засновані на цінностях споживача, його особистості, відносинах, думці, способі життя і інтересах)[2];
- поведінкові (відображаються в історії браузера, історії покупок та інших недавніх діях користувача на сайті);
- тимчасові (відповідно до годинами або днями тижня, в які продаж товару або послуг можлива, наприклад, актуально для громадського харчування);
- географічні (поширюється для людей, що знаходяться в певний проміжок часу в певному районі зареєстрована або постійно проживає в конкретній місцевості).

Однак, недостатня вибірка або відносно широкі налаштування можуть охоплювати частину користувачів зі схожими характеристиками, але не зацікавленими в рекламованому товарі або послузі. У зв'язку з цим даний вид реклами вимагає тестового періоду налаштування кампанії, глибокого аналізу отриманих результатів та подальшої роботи з  налаштуваннями.
Також окремо можна виділити модель автоматичного таргетингу за схожою аудиторією (look-alike), яка використовує дані про поведінку користувачів всередині соціальних мереж.

## Види таргетованої реклами
Існують різні види таргетованої реклами, кожен з яких дозволяє таргетологам знайти в інтернеті необхідну аудиторію відповідно до завдань рекламної кампанії. Кожен вид таргетованої реклами — це процес, який розвивається і постійно допрацьовується, він заснований на пошуку аудиторії за заданими критеріями, параметрами і на демонстрації їй рекламного оголошення. Таргетована реклама доступна для запуску в багатьох соціальних мережах
Види таргетованої реклами:
1. Таргетована реклама у соцмережах;
2. Мобільний таргетинг у соцмережах;
3. Контентна таргетована реклама;
4. Таргетована реклама в режимі реального часу (RTB)[5];
5. Контекстно-медійна мережа (КМС) Google[6];

## Переваги
Таргетована реклама має чимало переваг як для споживача, так і для рекламодавця:

### Для споживачів
Споживачі отримують вигоду від таргетованої реклами, тому що рекламодавці мають змогу ефективно залучати споживачів, використовувати при цьому їх звички до покупок і перегляду сторінок. Це дозволяє рекламі бути більш наочною і корисною для клієнтів. Наявність реклами, яка відповідає інтересам споживачів, дозволяє отримувати повідомлення безпосередньо через ефективні налаштування.

### Для рекламодавців
Таргетована реклама корисна для рекламодавців, оскільки так можна знизити витрати на ресурси і створити більш ефективну рекламу, залучаючи споживачів з високим інтересом до товарів чи послуг. Таргетована реклама дозволяє рекламодавцям знижувати вартість реклами, зводячи до мінімуму рекламу для незацікавленої аудиторії. Така реклама привертає увагу саме цільових споживачів, що призводить до більш високої окупності інвестицій для компанії.
Переваги таргетованої реклами:
1. Низький поріг входу (можна запустити кампанію з невеликим бюджетом);
2. Показ оголошення саме цільовій аудиторії;
3. Швидкість (запуск реклами можливий протягом години);
4. Сталість результату (немає необхідності оновлювати налаштування, можна тільки коригувати);
5. Масштабованість (можна використовувати ретаргетинг, look-alike, збільшувати бюджет і розширювати аудиторію);
6. Чіткий вимірний результат (всі дані про рекламні кампанії надаються в особистих рекламних кабінетах, вивантажуються в зручних форматах)[7].

## Недоліки

### Для споживачів
Таргетована реклама передбачає питання конфіденційності. Вона налаштовується шляхом аналізу дій споживачів за допомогою онлайн-сервісів, таких як файли cookie та збір даних, які можуть розглядатися у контексті завдання шкоди конфіденційності споживачів. Таргетована реклама спрямована на підвищення релевантності рекламних показів потенційним покупцям, забезпечуючи виконання рекламних кампаній на етапах процесу прийняття рішення про покупку. Це потенційно обмежує обізнаність споживача про альтернативу вибору.

### Для рекламодавців
Таргетування — це не миттєвий процес, для аналізу поведінки користувачів потрібні час і зусилля. Оскільки цільова реклама вважається більш ефективною, це не завжди є недоліком, але в деяких випадках рекламодавці не отримують очікуваний прибуток. Іншим недоліком є те, що при використанні файлів cookie для відстеження активності, рекламодавці не можуть визначити, чи використовують один або кілька споживачів один і той електронний пристрій. Мова йде про сім'ю, де кілька людей різних вікових груп використовують один комп'ютер.